# Marwa og Safa
Marwa og Safa er navnene på de to høje hvor Hagar fortvivlet søgte efter vand da Abraham havde forladt hende og hendes spæde søn Ismael i ørkenen. Pilgrimmene løber symbolsk frem og tilbage syv gange mellem disse høje.